# Supercopa Uruguaya 2022
De Supercopa Uruguaya 2022 was de vijfde editie van de Supercopa Uruguaya. Landskampioen CA Peñarol nam het op tegen Club Plaza Colonia de Deportes, de winnaar van het Torneo Apertura (eerste seizoenshelft van de competitie). In de vorige edities kwalificeerde de winnaar van het Torneo Intermedio zich voor de Supercopa. Dit toernooi werd in 2021 echter niet gespeeld, omdat de competities door de coronapandemie later waren begonnen. Omdat Club Nacional de Football (de nummer twee van de competitie) niet wilde meedoen aan de Supercopa werd Plaza Colonia aangewezen als tegenstander van Peñarol. Zij hadden als enige ploeg naast Peñarol een prijs behaald vorig seizoen. Het was voor het eerst dat Nacional niet meespeelde in de Supercopa.
De wedstrijd zou oorspronkelijk gespeeld worden in het Estadio Silvestre Octavio Landoni in Durazno, maar werd vanwege een stijging aan coronabesmettingen verplaatst naar het Estadio Domingo Burgueño in Maldonado, waar ook de Supercopa van twee jaar eerder was gespeeld. Uiteindelijk won Peñarol met 1–0 door een eigen doelpunt in de blessuretijd van de verlenging. Het was hun tweede overwinning in de Supercopa.

## Gekwalificeerde teams
| Team                           | Kwalificatie                  | Vorige deelnames |
| ------------------------------ | ----------------------------- | ---------------- |
| CA Peñarol                     | Winnaar Primera División 2021 | 2 (2018, 2019)   |
| Club Plaza Colonia de Deportes | Winnaar Torneo Apertura 2020  | Geen             |

## Supercopa Uruguaya
|                               |                     |                                   |                                |                                                                                     |
| 30 januari 2022 19:00 (UTC−3) | CA Peñarol          | 1 – 0 (n.v.)                      | Club Plaza Colonia de Deportes | Estadio Domingo Burgueño Miguel, Maldonado Scheidsrechter: Andrés Matonte (Uruguay) |
| 30 januari 2022 19:00 (UTC−3) | Ayala 120+4' (e.d.) | Verslag (AUF) Verslag (Soccerway) |                                | Estadio Domingo Burgueño Miguel, Maldonado Scheidsrechter: Andrés Matonte (Uruguay) |

| Supercopa Uruguaya 2021 |
| ----------------------- |
| CA Peñarol Tweede titel |

2018 · 2019 · 2020 · 2021 · 2022 · 2023